# Ciemne sprawki
Ciemne sprawki (tytuł oryg. Night People) – amerykański dramat szpiegowski z 1954 w reżyserii Nunnally’ego Johnsona, który wraz z W.R. Burnettem napisał, na podstawie opowiadania Jeda Harrisa i Toma Reeda, scenariusz. W rolach głównych wystąpili Gregory Peck i Broderick Crawford. Film był reżyserskim debiutem Johnsona.

## Obsada
Opracowano na podstawie materiału źródłowego:

- Gregory Peck – pułkownik Steve Van Dyke
- Broderick Crawford – Charles Leatherby
- Anita Björk – „Hoffy” Hoffmeir
- Rita Gam – Ricky Cates
- Walter Abel – major R.A. Foster
- Buddy Ebsen – sierżant Eddie McColloch
- Max Showalter – Frederick S. Hobart
- Jill Esmond – frau Schindler / Rachel Cameron
- Peter van Eyck – kapitan Sergei „Petey” Petrochine
- Marianne Koch – Kathy Gerhardt
- Ted Avery – Johnny
- Hugh McDermott – Burns
- Paul Carpenter – pułkownik Whitby
- John Horsley – Stanways
- Lionel Murton – Lakeland